# Luigi Illica
Luigi Illica, italijanski libretist, * 9. maj 1857, Castell'Arquato, Italija, † 16. december 1919, Colombarone, Italija.
Najbolj je poznan kot solibretist naslednjih Puccinijevih oper:
- La boheme,
- Tosca,
- Madama Butterfly.